# Pfarrkirche Tösens

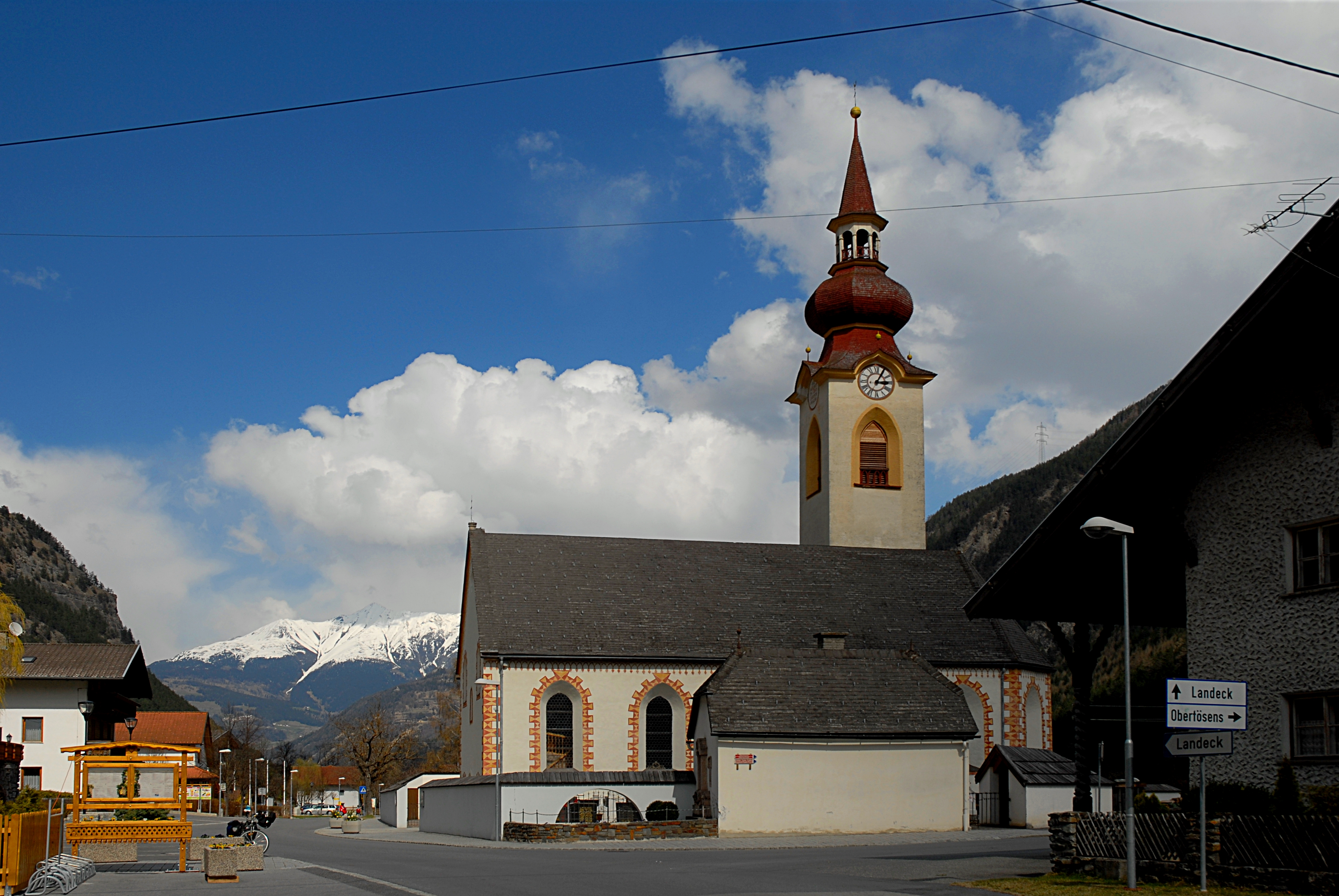
Katholische Pfarrkirche hl. Laurentius in Tösens

Die Pfarrkirche Tösens steht im Ort Stainach an der alten Talstraße in der Gemeinde Tösens im Bezirk Landeck im Bundesland Tirol. Die auf den Heiligen Laurentius von Rom geweihte römisch-katholische Pfarrkirche gehört zum Dekanat Prutz der Diözese Innsbruck. Die Kirche steht unter Denkmalschutz (Listeneintrag).

## Geschichte
Urkundlich wird die Bauzeit von 1708 bis 1712 genannt. Die Weihe war 1713. 1891 wurde die Kirche zur Pfarrkirche erhoben. 1972 wurde die ursprüngliche Außenbemalung des Chors freigelegt.

## Architektur
Die schlichte barocke Pfarrkirche ist von einem Friedhof umgeben. Dem ursprünglich dreijochigen Langhaus wurde 1852 im Westen ein Emporenjoch angebaut. Der einjochige Chor hat einen 3/8-Schluss. Er ist mit einer Stichkappentonne mit Schuppenstab-Stuckbändern an den Gewölbegraten überwölbt. Langhaus und Chor verbindet ein rundbogiger Triumphbogen. Die Gewölbemalerei von 1859 zeigt im Chor Engel, im Langhaus in einem großen Bildfeld die Marter des Heiligen Laurentius und ornamentale Malereien. Der Turm an der Chornordseite mit spitzbogigen Schallfenstern, Kielbogengiebeln und einer Zwiebelhaube mit Laterne wurde 1829 errichtet. An der Westfassade befindet sich eine Figurennische mit der Figur Heiliger Laurentius vom Bildhauer Andreas Kölle aus der ersten Hälfte des 18. Jahrhunderts.

## Ausstattung
Der Hochaltar mit Teilen aus dem 17. Jahrhundert wurde im 18. Jahrhundert verändert und mit privilegatum 1744 bezeichnet. Das Altarblatt zeigt die Glorie des Heiligen Laurentius vom Maler Philipp Jakob Greil aus 1782. Die Figuren werden Andreas Kölle (Mitte 18. Jahrhundert) zugeschrieben. Die Seitenaltäre stammen ebenfalls aus der Mitte des 18. Jahrhunderts, der linke Seitenaltar mit einer Pietà aus dem 17. Jahrhundert und den Statuen Petrus und Paulus von Andreas Kölle, der rechte Seitenaltar zeigt das Altarblatt Anbetung der Heiligen drei Könige aus dem 17. Jahrhundert und die Statuen der Heiligen Vinzenz und Aloysius.
Die Kanzel entstand um 1710 mit Statuetten der vier Evangelisten, Andreas Kölle zugeschrieben, der Schalldeckel vom zweiten Viertel des 18. Jahrhunderts. Es gibt ein Leinwandbild Jüngstes Gericht von Philipp Jakob Greil aus dem dritten Viertel des 18. Jahrhunderts aus der Friedhofskapelle und eine klassizistische Schutzengelgruppe.